# Tobozrágó karcsúmoly
A tobozrágó karcsúmoly, más néven gyanta-fényilonca (Dioryctria sylvestrella) a valódi lepkék közül a fényiloncafélék (Pyralidae) családjában a karcsúmolyok (Phycitinae) alcsaládjába tartozó lepkefaj.

## Elterjedése, élőhelye
Közép- és Dél-Európában, így Magyarország fenyveseiben is mindenfelé megtalálható.

## Megjelenése
Szürke szárnyán fehérek a minták. A szárny fesztávolsága 28–34 mm.

## Életmódja
A fenyő kérgére rakja petéit. A fiatal hernyók a szíjácsban a kéreg alatt rágnak, majd áttelelés után az ágörvek közelében, a sebzések és gombás fertőzések helyén. Évente egy nemzedéke nő fel. A áttelelt hernyó a kéreg alatt bábozódik; a lepkék nyáron rajzanak.

## Külső hivatkozások
- Mészáros Zoltán – Szabóky Csaba: A magyarországi molylepkék gyakorlati albuma. Budapest: Agroinform. 2005.  arch Hozzáférés: 2018. április 6. (PDF)